# Barry Manilow
Barry Manilow, właśc. Barry Alan Pincus (ur. 17 czerwca 1943 w Brooklynie w Nowym Jorku) – amerykański piosenkarz i autor tekstów. Wylansował przeboje, takie jak m.in. „I Write the Songs”, „Mandy”, „Weekend in New England” i „Copacabana (At the Copa)”.

## Życiorys
Urodził się w nowojorskim Brooklynie. Jest synem Edny Manilow, sekretarki, i Harolda Pincusa. Jego matka była Żydówką, a ojciec – synem Żyda i Amerykanki irlandzkiego pochodzenia. Jego ojciec opuścił rodzinę, kiedy Barry miał dwa lata.
Dorastał w Williamsburgu. Kiedy miał siedem lat, zaczął grać na fortepianie i akordeonie, a po ukończeniu szkoły średniej Eastern District High School (1961) został przyjęty do Juilliard School of Music. By opłacić naukę w szkole muzycznej, pracował w pokoju pocztowym CBS.
Po ukończeniu szkoły został dyrektorem muzycznym programu CBS Callback i przez następne kilka lat pisał teksty piosenek, produkował, był aranżerem i wykonywał dżingle reklamowe, w tym kampanie reklamowe dla firm, takich jak State Farm, Dr Pepper Snapple Group, McDonald’s, Pepsi i KFC. W 1971 poznał Bette Midler, która zatrudniła go jako pianistę, aranżera i dyrektora muzycznego, m.in. wymyślił dla niej pierwsze dwa albumy (The Divine Miss M z 1972 i jej kontynuację). Latem 1972 zadebiutował ze swoim programem Carnegie Hall, a dzięki występom z Midler sfinansował wydanie swojego albumu pt. Barry Manilow I, który wydał w 1973.
Sprzedał ponad 75 mln płyt na całym świecie. W 1978 pięć jego albumów znalazło się równocześnie na liście bestsellerów; taki sukces osiągnęli tylko Frank Sinatra i Johnny Mathis. Jego single znalazły się na liście Billboard Hot 100, a albumy pokryły się wielokrotnie platyną. Zdobył American Music Award for Favorite Pop/Rock Male Artist w trzech kolejnych latach (1978, 1979, 1980) oraz nagrodę Emmy za program The Barry Manilow Special zrealizowany dla ABC. Był nominowany do Oscara za najlepszą piosenkę filmową za utwór „Ready to Take a Chance Again”, skomponowany do komedii kryminalnej Colina Higginsa Nieczyste zagranie (1978).
Wielu znanych muzyków uznało talent Manilowa, włączając Franka Sinatrę, który w latach 70. widział w nim swojego następcę. Bob Dylan w 1988 spotkał Manilowa na przyjęciu, uściskał go i powiedział: Nie przestawaj robić tego, co robisz. Inspirujesz nas. Arsenio Hall przedstawił Manilowa jako swojego ulubionego gościa w The Arsenio Hall Show i poprosił publiczność o szacunek dla jego pracy.
Zajmował się produkcją i opracowaniem muzycznym dla innych artystów, takich jak: Bette Midler, Dionne Warwick, Ałła Pugaczowa i Rosemary Clooney. Pisał również piosenki do musicali i filmów.
Od lutego 2005 występuje w hotelu-kasynie Paris Las Vegas w Las Vegas.

## Życie prywatne
W latach 1964–1966 był żonaty z Susan Deixler.
W 2017 wyznał, że jest gejem. W wywiadach udzielonych po coming oucie poruszył temat skrywanego przez 40 lat romansu z Garrym Kiefem, którego poślubił w Palm Springs w 2014.

## Filmografia
| Rok  | Tytuł                                    | Rola                        | Reżyser                              |
| ---- | ---------------------------------------- | --------------------------- | ------------------------------------ |
| 1982 | Twilight Theater II (film telewizyjny)   | w roli samego siebie        | Perry Rosemond                       |
| 2002 | Bezwarunkowa miłość (Unconditional Love) | w roli samego siebie        | P. J. Hogan                          |
| 2008 | Cranberry Christmas (film telewizyjny)   | narrator (głos)             | Perry Rosemond                       |
| 2008 | Głowa rodziny (serial animowany)         | w roli samego siebie (głos) | Brian Iles, James Purdum, Peter Shin |
| 2013 | Sound City (film dokumentalny)           | w roli samego siebie        | Dave Grohl                           |